# Andrezinho (calciatore 1981)
André Ricardo Soares, meglio noto come Andrezinho (Mineiros, 9 ottobre 1981), è un ex calciatore brasiliano, di ruolo difensore.